# Lytocarpia formosa
Lytocarpia formosa är en nässeldjursart som först beskrevs av Busk 1851.  Lytocarpia formosa ingår i släktet Lytocarpia och familjen Aglaopheniidae. Inga underarter finns listade i Catalogue of Life.